# オデオン座
オデオン座（Théâtre de l'Odéon）は、セーヌ川左岸（南側）、パリ6区に建つ、新古典主義建築の国立劇場である。旧コンデ館。座席数約1000。1782年、コメディ・フランセーズ劇団の劇場として開場した。衛星写真に見るとおり、街路を隔て、リュクサンブール庭園の北に隣接する。

## 歴史
この劇場は、歴史の波間で、いろいろ名前を変えている。
王立劇団コメディ・フランセーズの劇場として、1779年5月着工、1782年4月9日、ルイ16世の王妃マリー・アントワネット臨席のもとに開場した。フランス座（Théâtre Français）を称した。
1789年、フランス革命直前、国民劇場（Théâtre de la nation）と改名した。1791年、革新派の俳優らが去った。1793年、平等劇場 マラー支部（Théâtre de l'Égalité section Marat）とした。1794年、一時閉鎖された。1796年、オデオン座を名乗った。1799年3月18日の火災を機に革新派と仲直りし、コメディ・フランセーズ劇団は、右岸のパレ・ロワイヤルの劇場に合体した。「とざま」俳優の一部は、残留した。
1807年6月15日、ナポレオン皇帝の資金で復旧された。皇后専用の趣旨で、名称は皇后劇場（Théâtre de l'Impératrice）であった。
1818年5月20日、ルイ18世時代にまた燃え、再建後の1819年、コメディ・フランセーズの第2劇場、第2フランス座（Second Théâtre-Français）に指定された。
1830年、7月革命では、革命派市民の拠点にされた。革命後公的補助が廃され、貸し小屋となり、乗合劇場（Théâtre "Omnibus"）のあだ名がついた。
1848年の二月革命の余波で破産し、いったん閉鎖した。
1866年、ナポレオン3世時代、コメディ・フランセーズを抜けたサラ・ベルナールが1872年までオデオン座で公演した。1870年、パリがプロイセン軍に包囲されたときは、負傷者の収容所になった。
1892年、第3共和制時代に劇場が国に返還された。
1906年、ふたたび第2フランス座（Second Théâtre-Français）となった。
第二次世界大戦中、1940年から1944年の被占領期には、ドイツ軍が駐在した時期もあった。
戦後の1946年2月27日の政令で、コメディ・フランセーズの第2劇場とされた。右岸パレ・ロワイヤルの第1劇場は『リシュリュー館』（Salle Richelieu）、左岸のオデオン座は『リュクサンブール館』（Salle Luxembourg）と呼び分けられ、新旧・内外など、両館の演目が区分された。
1959年、ド・ゴール大統領の時代、文化相マルローが、オデオン座をコメディ・フランセーズから離し、フランス劇場（Théâtre de France）と名付け、ジャン＝ルイ・バローとマドレーヌ・ルノーとの『ルノー＝バロー劇団』（la troupe Renaud-Barrault）に預けた。
1967年1月、実験的な小劇場『プティ・オデオン』（Petit-Odéon）を併設した。
1968年、五月革命の学生らにオデオン座を明け渡した廉で、バローがマルローに罷免され、劇場は1971年、ポンピドゥー大統領の時代にコメディ・フランセーズの管轄下に戻って国立オデオン劇場（Théâtre national de l'Odéon）を称し、内外の演劇の進歩に努める定めになった。
1983年、ミッテラン大統領の時代に欧州共同体（EC）から欧州連合（EU）への機運の中で『ヨーロッパ劇場』の催しを始め、従来からの演目の上演と各国の劇団の公演とを両立させた。1990年、コメディ・フランセーズから離れ、全くのヨーロッパ劇場（Théâtre de l'Europe）となった。諸国の劇団や演出家が、上演し合う劇場である。
1995年、演劇図書館『ジャン＝ルイ・バロー』文庫を、開設した。
劇場は、ひんぱんに修理を重ねられてきた。
2007年5月から2012年3月までオリヴィエ・ピィ（Olivier Py）が支配人を務めた。

## 参照
- パトリック・ドゥヴォー（伊藤洋訳）、コメディ＝フランセーズ、文庫クセジュQ772、白水社（1995）　ISBN 978-4-560-05772-8
- 渡辺淳：パリ･開幕 劇場・映画館探訪、丸善ブックス072、丸善（株）（1998）    　ISBN 4-621-06072-4